# Film d'amore e d'anarchia
Film d'amore e d'anarchia is een Italiaanse film van Lina Wertmüller die werd uitgebracht in 1973.

## Samenvatting
Italië, 1932. Tunin verneemt dat zijn vriend, een anarchist die van plan was Mussolini te vermoorden, door de fascistische politie om het leven is gebracht. Hij besluit het plan van zijn vriend uit te voeren en reist naar Rome. 
Hij komt er terecht bij Salomè, een jonge vrouw met anarchistische sympathieën die een bordeel uitbaat. Omdat haar vroegere minnaar door de politie van de Duce werd doodgeslagen wil Salomè hem graag helpen bij de aanslag. Uit veiligheidsoverwegingen maakt ze haar personeel wijs dat Tunin haar neef uit Venetië is. Tunin raakt echter verslingerd aan het jonge hoertje Tripolina. 

## Rolverdeling
| Acteur             | Personage                   |
| ------------------ | --------------------------- |
| Giancarlo Giannini | Antonio Soffiantini 'Tunin' |
| Mariangela Melato  | Salomè                      |
| Lina Polito        | Tripolina                   |
| Eros Pagni         | Giacinto Spatoletti         |
| Pina Cei           | Madame Aïda                 |
| Elena Fiore        | Donna Carmela               |
| Roberto Herlitzka  | Pautasso                    |